# WWF-Canada
WWF-Canada (aussi appelé World Wildlife Fund Canada ou Fonds mondial pour la nature-Canada) est l'une des plus grandes organisations de conservation du Canada et est membre du World Wildlife Fund, contribuant activement à la protection, la gestion et la restauration de l'environnement. Le nom du WWF reste World Wildlife Fund au Canada et aux États-Unis, mais il est connu sous le nom de World Wide Fund for Nature ou Fonds mondial pour la nature dans le monde entier. 
L'organisation s'emploie à protéger les espèces menacées du Canada, à promouvoir la gestion durable des océans et de l'eau douce et à élaborer des stratégies de développement des énergies renouvelables.

## Mission
Sur son site officiel, la mission de l'organisation est la suivante :
Arrêter la dégradation de l'environnement naturel de la planète et construire un avenir dans lequel les humains vivent en harmonie avec la nature, en :
- conservant la diversité biologique de la planète,
- s'assurant que l'utilisation des ressources naturelles renouvelables est durable,
- favorisant la réduction de la pollution et du gaspillage.

## Bureaux
- Toronto, Ontario (siège social)
- Ottawa, Ontario
- Victoria, Colombie britannique
- Halifax, Nouvelle-Écosse
- Saint-Jean de Terre-Neuve, Terre-Neuve-et-Labrador
- Montréal, Québec
- Iqaluit, Nunavut